# Wil van Beveren (junior)
Wil van Beveren (Amsterdam, 14 december 1945) is een Nederlands voormalig voetballer die speelde voor VV Emmen, Sparta, SVV en Heerenveen.

## Loopbaan

### Beginjaren
Van Beveren is de zoon van voormalig atleet Wil van Beveren en de oudere broer van voetbalkeeper Jan van Beveren. In 1957 verhuisde het gezin van Amsterdam naar Emmen vanwege de nieuwe werkkring van vader Van Beveren die als sportjournalist aan de slag ging bij de Emmer Courant.
Oudste zoon Wil kwam op zestienjarige leeftijd uit voor het Drents en het noordelijk jeugdelftal. Wil en Jan van Beveren speelden samen in het hoogste jeugdelftal van Emmen dat in het seizoen 1963/64 ongeslagen kampioen werd in de noordelijke selectieklasse.

### Amateurinternational
Wil van Beveren kwam in het seizoen 1964/65 in het eerste elftal van Emmen. In november 1964 werd de aanvaller opgeroepen voor trainingen van het Nederlands amateurelftal.
Hij maakte op 4 april 1965 zijn internationale debuut in de uitwedstrijd tegen de Franse amateurploeg (3-0 verlies). Zijn tweede amateurinterland, op 2 juni 1965, verloor Nederland met 2-4 van de West-Duitse amateurs.

### Emmen kampioen
Emmen eindigde in de Eerste klasse C, het hoogste amateurniveau, samen bovenaan met Zwaagwesteinde. De beslissingswedstrijd op 9 mei 1965 voor 9.000 toeschouwers in Hoogezand won Emmen met 2-1 door twee treffers van Van Beveren. Emmen streed mee om de landstitel die gewonnen werd door RIOS '31. Van Beveren speelde zeven van de tien kampioenduels waarin hij vijf keer scoorde. 

### Prof bij Sparta
Half mei 1965 verscheen het bericht dat Jan en Wil van Beveren naar Go Ahead zouden gaan. De KNVB keurde de overgang niet goed omdat profclubs pas na 1 juli amateurspelers mochten contracteren.
Wil van Beveren besloot naar Eredivisionist Sparta te gaan, maar dat stuitte op bezwaar van Go Ahead. De kwestie werd voorgelegd aan de arbitragecommissie van de KNVB Begin augustus kwam de uitspraak waarbij Sparta aan het langste eind trok.
Hij maakte zijn competitiedebuut op 24 oktober 1965 in de met 7-2 gewonnen thuiswedstrijd tegen MVV.
Van Beveren bleef twee seizoenen bij Sparta maar kon niet altijd rekenen op een basisplaats. 

### Promotie SVV
In juli 1967 werd hij, kort voor het sluiten van de transfermarkt, voor 30.000 gulden verkocht aan SVV dat een opvolger zocht voor de naar FC Twente vertrokken topschutter Dick van Dijk.
Bij SVV in de Eerste divisie was hij een vaste waarde. Het seizoen 1967/68 verliep met een zestiende plaats nog niet succesvol. Een jaar later pakte SVV het kampioenschap en promoveerde naar de Eredivisie.
De Eredivisie bleek voor de Schiedamse club te hoog gegrepen. Van Beveren miste door een liesblessure de slotfase van het seizoen. Hij speelde op 5 april 1970 zijn laatste duel voor SVV. 

### Heerenveen
Na de degradatie liet Van Beveren zich op de transferlijst zetten omdat hij graag terug wilde keren naar het noorden van het land. Hij werd aangetrokken door Heerenveen waar hij als middenvelder ging spelen.
In zijn eerste seizoen had hij nog hinder van zijn liesblessure waardoor hij maar twaalf competitieduels voor Heerenveen inzetbaar was. Na het volledige seizoen 1971/72, kreeg hij in zijn laatste seizoen 1972/73 weer met blessures te kampen. Daardoor kwam hij in de tweede competitiehelft niet meer in actie.
In 1973 beëindigde hij op 27-jarige leeftijd zijn profloopbaan en keerde terug naar amateurclub Emmen. Daar stopte hij in oktober 1974.

## Clubstatistieken
| Seizoen | Club       | Land      | Competitie      | Competitie | Competitie | Beker | Beker | Internationaal | Internationaal | Overig | Overig | Totaal | Totaal |
| Seizoen | Club       | Land      | Competitie      | Wed.       | Dlp.       | Wed.  | Dlp.  | Wed.           | Dlp.           | Wed.   | Dlp.   | Wed.   | Dlp    |
| ------- | ---------- | --------- | --------------- | ---------- | ---------- | ----- | ----- | -------------- | -------------- | ------ | ------ | ------ | ------ |
| 1964/65 | VV Emmen   | Nederland | Eerste klasse C | 21         | 13         | 0     | 0     | 0              | 0              | 8      | 7      | 29     | 20     |
| 1965/66 | Sparta     | Nederland | Eredivisie      | 10         | 0          | 1     | 0     | 0              | 0              | 0      | 0      | 11     | 0      |
| 1966/67 | Sparta     | Nederland | Eredivisie      | 10         | 3          | 1     | 0     | 0              | 0              | 0      | 0      | 11     | 3      |
| 1967/68 | SVV        | Nederland | Eerste divisie  | 33         | 4          | 2     | 0     | 0              | 0              | 0      | 0      | 35     | 4      |
| 1968/69 | SVV        | Nederland | Eerste divisie  | 27         | 4          | 2     | 0     | 0              | 0              | 0      | 0      | 29     | 4      |
| 1969/70 | SVV        | Nederland | Eredivisie      | 25         | 2          | 1     | 0     | 0              | 0              | 0      | 0      | 26     | 2      |
| 1970/71 | Heerenveen | Nederland | Eerste divisie  | 12         | 0          | 1     | 0     | 0              | 0              | 0      | 0      | 13     | 0      |
| 1971/72 | Heerenveen | Nederland | Eerste divisie  | 36         | 0          | 1     | 0     | 0              | 0              | 0      | 0      | 37     | 0      |
| 1972/73 | Heerenveen | Nederland | Eerste divisie  | 13         | 1          | 0     | 0     | 0              | 0              | 0      | 0      | 13     | 1      |
| Totaal  | Totaal     | Totaal    | Totaal          | 187        | 27         | 9     | 0     | 0              | 0              | 8      | 7      | 204    | 34     |